# Kyo Kara Maoh!
Kyo Kara Maoh! (яп. 今日からマ王! Кё: Кара Мао:!, досл. «Король демонов с сегодняшнего дня!») — японская серия «лайт-новел» о владыке демонов скрытого мира теней, написанных Томо Такабаяси и проиллюстрированных Тэмари Мацумото. Она была адаптирована в аниме-сериал, мангу и цикл радиопостановок. 10 марта 2007 был анонсирован выход OVA, базирующегося на сюжете книг. Аниме-адаптация была выпущена компанией Studio DEEN и транслировалась в Японии на канале NHK, а также по спутниковой сети Animax (не только на Японию, но и на другие страны — Гонконг, страны Юго-Восточной Азии и другие). В США аниме было лицензировано компанией Geneon. Всего было снято три сезона сериала и OVA.

## Сюжет
Юри Сибуя, 15-летний японский школьник, перемещается в параллельный мир, похожий на средневековую Германию. В этом мире существует множество различных рас, центральной является «раса демонов» — ма́дзоку (яп. 魔族). Мадзоку похожи на людей, но отличаются от них внешне, и умеют использовать различные виды магии — ма́дзюцу (яп. 魔術, букв. «колдовство»). Раса демонов проживает в стране, которая называется «Истинное королевство демонов» — Син-Макоку (яп. 眞魔国 Shin Makoku, True Mazoku Land). Юри становится королём этой страны. Он может перемещаться между миром Земли и Син-Макоку через различные водные источники.

## Мир Син-Макоку
Действие аниме происходит в двух мирах — на Земле, в современной Японии, и в параллельном мире. Аристократия живёт в величественных замках, построенных в романском стиле, простолюдины — в деревнях или небольших городах. Знать Син-Макоку в своем имени имеют приставку фон, которая соответствует обозначению дворянского титула в Германии. Многие имена персонажей древнегерманского происхождения: Адельберт, Конрад, Гизела, Гюнтер, Эрхард, Зигберт, Гилберт.
В параллельном мире существуют только две расы: раса людей и «раса демонов», которые враждуют друг с другом. Время в двух мирах течет не одинаково — мгновения на Земле могут равняться дням или неделям в параллельном мире.
На территории Син-Макоку обитают различные диковинные существа:
- Коцухидзоку — летающие демоны-скелеты. Служат мадзоку. Могут обмениваться друг с другом сигналами.
- Когёдзоку — рыба в виде скелета, находится на грани вымирания.
- Мишкопчёлы — мишки с крылышками пчелы, летают роем, совершенно безобидны. Находятся на грани вымирания и взяты под охрану.
- Драконы — находятся на грани вымирания и взяты под охрану.
- Песчаный медведь — панда огромных размеров.
- Адско-райская гоала — огромная коала темно-серого цвета, мирное животное пока сидит на дереве, но превращающееся в ужасного монстра с огромными зубами, если её согнать с этого дерева. Завидев подходящую ветку, тут же запрыгивает на неё.

### Раса демонов
Мадзоку буквально переводится, как «раса демонов». Во главе мадзоку стоит король — «Мао», всегда выбираемый Истинным королём — Син-О. Мадзоку могут использовать магию — «мадзюцу», основанную на различных видах стихий: земли, воды, ветра, огня, в зависимости от особенности личности мадзоку. Мадзоку может использовать магию, когда он находится в своей стране, магия пропадает, когда мадзоку находится на территориях людей. Только Юри может использовать мадзюцу за пределами Син-Макоку.
Мадзоку отличаются от людей внешне, они обычно очень красивы, у них или черные волосы и черные глаза, или светлые волосы и голубые или зеленые глаза. Продолжительность их жизни намного больше, чем продолжительность жизни людей. Мадзоку стареют гораздо медленнее, чем люди, и выглядят всегда значительно моложе своего истинного возраста.
Страна мадзоку, Син-Макоку, была основана Истинным королём четыре тысячи лет назад, после того, как Истинный король победил Властелина. Страна разделена на одиннадцать регионов — Столица, которая контролируется непосредственно Мао, и десять провинций, которые управляется главой одной из десяти благородных семей:
- фон Крист
- фон Вальде
- фон Бильфельд
- фон Шпицберг
- фон Кабельников
- фон Виннкотт
- фон Гранц
- фон Рошфолл
- фон Гиленхолл
- фон Радфорд

На общем собрании глав всех провинций решаются важные вопросы. Мао проживает в королевском замке «Клятвы на крови» в столице Син-Макоку (моделью замка послужил дворец и замок испанских королей Алькасар в Сеговии).
Мадзоку поклоняются Истинному королю. Для служения ему построен главный храм Истинного короля, который находится рядом с королевским замком Клятвы на крови. Службу в храме ведёт Истинная дева, которой не разрешено выходить за пределы храма. Для служения Истинному королю построены также небольшие церкви в городах, которые представляют собой скромные здания со скамьями внутри и алтарем с чашей с водой.

### Раса людей
В отличие от страны демонов — Син-Макоку, в этом мире существует несколько стран, которые населены людьми, во главе которых стоит король. Люди тоже, как и мадзоку могут использовать магию — «ходзюцу», созданную людьми искусственным путём (предметы).
Францшир, Кабалькада (яп. カヴァルケード Cabalcada), Калория (яп. カロリア Caloria), Великий Симарон (яп. 大シマロン Dai Shimaron, Great Shimaron) и его вассал Малый Симарон (яп. 小シマロン Shou Shimaron, Small Shimaron) — страны, которые имеют наиболее тесные отношения с Син-Макоку после прибытия туда Юри. Великий Симарон является самым мощным государством людей. Именно эта страна — главный враг Син-Макоку.

### Основание Син-Макоку
4 тысячи лет назад эта земля была погружена в хаос, которым правил Властелин, обладающий невероятной силой. Он проникал в сердца людей и превращал их в марионеток, которые беспрекословно подчинялись ему.
Но появился молодой человек, которого потом стали называть Истинным королём. Он прибыл сюда вместе с Великим Мудрецом — Дайкендзи, который разработал план, как победить Властелина — заключить его в четыре запретных ларца: «Край земли», «Заледеневший Ад», «Последний Ветер» и «Зеркальное дно океана». Ключами к каждому ларцу служили части тела союзников Истинного короля в этой битве: сердце Руфуса Бильфельда, левая рука Лоренцо Веллера, левый глаз Зигберта Вальде и кровь Эрхарда Винкотта.
После того, как Властелин был заточен в четыре ларца, Истинный король заключил договор с силами земли — поклялся всегда защищать свой народ, даже ценой жизни. Духи земли по его просьбе показали Истинному королю место, где он построил дворец клятвы на крови. Это было то самое место, откуда началась Син-Макоку.

### Война между людьми и мадзоку
После создания Син-Макоку мадзоку и люди жили в мире, но потом между ними возникла вражда. Люди боялись мадзоку, а женщин, вступивших в брак с мадзоку, ссылали в бесплодные деревни, где они погибали от голода.
20 лет назад, до появления в Син-Макоку Юри, между людьми и мадзоку разразилась ужасная война. Тогда во главе Син-Макоку стояла 26-я Мао — Сесилия фон Шпицберг, хотя на самом деле страной управлял её старший брат — Штоффель фон Шпицберг, он и был главным виновником войны.
Одной из самых важных битв этой войны была битва при Рутенберге. Рождённые в союзе мадзоку и человека отправились на эту битву, чтобы доказать преданность Син-Макоку. Среди них были сын 26-й Мао — Конрад Веллер и Йозак Гурриер, которые остались единственными выжившими в этой битве. Благодаря победе в этой битве Син-Макоку была спасена.

## Список персонажей

Главные персонажи аниме (слева направо): Гвендель, Вольфрам, Конрад, Юри, Гюнтер

Юри Сибуя —  (Мао) (яп. 渋谷有利 Сибуя Ю:ри) протагонист сериала. Родился 29 июля в Бостоне (США), вырос в Японии. Больше всего на свете любит бейсбол. Носит форму чёрного цвета — обычную для учащихся средней школы Японии. Буквально смытый в туалете в параллельный мир, где провозглашается королём «расы демонов» — мадзоку. Юри был рожден в союзе мадзоку и земной женщины. Попав в Син-Макоку, обретает там сверхъестественную силу и может использовать магию, основанную на силах воды. Магия становится подвластна ему в минуту эмоционального подъёма, когда он сильно огорчен или обозлен. В этот момент он начинает казаться старше, и у него отрастают длинные волосы. После использования магии, Юри теряет силы и не помнит, что делал в этот момент. За время пребывания в другом мире сила Юри постепенно возрастала и он научился контролировать её. У Юри душа молодой девушки Сюзанны-Джулии Винкотт, целительницы, которая умерла 20 лет назад во время войны между мадзоку и людьми. Перемещается с Земли в Син-Макоку через водные источники с помощью магии Истинного короля Син-Макоку. Истинный король выбрал Юри Мао для того, чтобы он смог победить Властелина, который был запечатан в запретных ларцах. Доброе сердце Юри в сочетании с чистой душой Сюзанны-Джулии помогли ему завоевать доверие и расположение многих людей другого мира, и одолеть Властелина. Брюнет с черными глазами, что соответствует высшей расе мадзоку — соко́ку. В 1-2 сезонах — 15 лет. В 3 сезоне — 16 лет.
Сэйю: Такахиро Сакураи
Конрад Веллер (яп. ウェラー卿·コンラート Вэрэ: кё: Конра:то) — средний сын предыдущей Мао — Сесилии фон Шпицберг. Его отец Дан Хири Веллер был человеком, лучшим мечником королевства. Являясь наполовину мадзоку, наполовину человеком, Конрад не способен использовать магию. Но также, как и отец, прекрасно владеет мечом. Во время войны между мадзоку и людьми 20 лет назад в битве при Рутенберге был тяжело ранен, и за свои мужество и храбрость получил прозвище «Рутенбергский лев». Перед битвой Сюзанна-Джулия, с которой Конрад был духовно близок, подарила ему кулон, оберегающий от врагов. По приказу Истинного короля Конрад переместил душу Сюзанны-Джулии в тело Юри при его рождении. Для этого отправился на Землю в Бостон (США), где должен был родиться Юри. Там встретил беременную мать Юри в такси и посоветовал ей назвать новорождённого «Юри», что означает — «рождённый в июле». Поэтому мать Юри называет его «крёстным» своего сына. Является телохранителем Юри, предан ему, готов защищать Шибую даже ценой своей жизни. Чтобы найти запретные ларцы по приказу Истинного короля перешёл на сторону Великого Симарона, из-за чего считался предателем. Предок Конрада — Лоуренс Веллер был первым правителем Симарона, служил Истинному королю — основателю Син-Макоку. После того, как Истинный король победил Властелина и заточил его в четыре ларца, левая рука потомков Лоуренса Веллера может служить, при определённых условиях, «ключом» для открытия ларца «Последний ветер». Конрад обычно носит военную форму зелёного защитного цвета, выполненную в стиле форменной одежды офицеров германской пехоты времен Первой мировой войны. Шатен с орехово-серебристыми глазами. Реальный возраст — 99 лет, выглядит на 20 лет. Конрад — имя древнегерманского происхождения, производное от kuoni — «храбрый» и rad — «советник, защитник».
Сэйю — Морикава Тосиюки
Вольфрам фон Бильфельд (яп. フォン·ビーレフェルト卿·ヴォルフラム фон Би:руфэтору кё: Воруфураму) — младший сын Сесилии фон Шпицберг. Надменный, вспыльчивый, ненавидит людей. Поэтому появление Юри, который пришёл с Земли, воспринял в штыки. Когда Вольфрам оскорбил мать Юри, тот дал ему пощёчину, что по обычаям Син-Макоку является официальным предложением руки и сердца. И с тех пор считается реальным женихом Юри. Следует за Юри повсюду, ревнует его ко всем красивым девушкам или юношам, с которыми тот общается. Вольфраму подвластна магия огня, он также прекрасно владеет мечом. Его предок — Руфус Бильфельд служил Истинному королю. Сердце всех потомков Бильфельда является ключом для ларца с заточенным Властелином «Замерзший ад». Вольфрам носит форму, выполненную в стиле форменной одежды офицеров армии США времен американо-мексиканской войны 1846—1848 годов. Блондин с изумрудно-зелеными глазами. Реальный возраст — 82 года, выглядит на 15-16 лет. Вольфрам — от древнегерманского имени Vulferam, производное от wulf — «волк» и hramn — «ворон».
Сэйю: Мицуки Сайга
Гвендель фон Вальде (яп. フォンヴォルテール卿グウェンダル фон Ворутэ:ру кё: Гувэндару) — старший сын Сесилии фон Шпицберг. В начале был против избрания Юри королём. Выполняет за Юри всю бумажную работу. Чтобы успокоить нервы вяжет смешные игрушки. В его замке проживает подруга его детства Аниссина фон Хренников, которая постоянно изобретает различные магические устройства и испытывает их на Гвенделе, что вызывает у него сильное неудовольствие. Гвенделю подвластны силы земли, с помощью которых он может сделать высокий барьер. Гвендель стоит во главе армии Син-Макоку и часто приходит на помощь Юри, когда тот попадает в очередную неприятную историю. Предок Гвенделя — Зигберт Вальде служил Истинному королю и левый глаз всех его потомков является ключом для ларца «Край света» с заточенным Властелином. Гвендель носит мундир, выполненный в стиле форменной одежды британских офицеров времен Второй мировой войны. Волосы тёмно-серые, с синими глазами, реальный возраст — 138 лет, выглядит на 27 лет.
Сэйю: Акио Оцука
Гюнтер фон Крист (яп. フォンクライスト卿ギュンター фон Курайсуто кё: Гюнта:) — учитель и советник Юри. Он знакомит Юри с обычаями королевства и объясняет его обязанности, как короля. Вместе с тремя братьями помогает Юри управлять королевством. Гюнтеру подвластны силы ветра, которыми он редко пользуется. Прекрасно владеет мечом. Ранее преподавал фехтование в военной академии, где учился Конрад. Гюнтер обожает Юри и всегда стоит на его стороне. Вначале, только после появления Юри в стране, был настроен против людей, но впоследствии под влиянием Юри начал верить в добрососедские отношения между людьми и мадзоку. Имеет серебристо-сиреневые волосы и фиолетовые глаза. Реальный возраст — 150 лет, выглядит на 30 лет. Гюнтер — от древнегерманского имени Gundahar, производное от gund — «война» и hari — «воин».
Сэйю: Кадзухико Иноуэ
Кэн Мурата (яп. 渋谷有 Мурата Кэн) — является реинкарнацией Великого Мудреца, который вместе с Истинным королём победил Властелина. Ровесник Юри, очень умный и проницательный. Частично помнит жизни всех своих предыдущих перевоплощений. Мурата родился в Гонконге и вырос в Японии, учится в частной школе. Познакомился с Юри, когда учился два года вместе с ним в одном классе. Из-за того, что память Мураты сохранила воспоминания о предыдущих жизнях в королевстве демонов, он умеет говорить на языке Син-Макоку. Одной из его реинкарнацией был Джениус, который создал общество «Белые Во́роны», чтобы найти способ борьбы с Властелином. Брюнет с чёрными глазами, что соответствует высшей расе мадзоку — сококу. Носит чёрную форму.
Сэйю: Коки Мията
Йозак Гурриер (яп. グリエ・ヨザック Гуриэ: Ёдзакку) — рыжеволосый, голубоглазый друг детства Конрада. Также, как и Конрад был рожден в союзе мадзоку и человека. После рождения Йозака его отец-мадзоку умер от ран, а мать была сослана в деревню, где умерла от голода. Отец Конрада, Дан Хири Веллер, забрал мальчика в Син-Макоку. Йозак служил под командованием Конрада, поэтому называет его «капитан». В войне между людьми и мадзоку сражался на стороне мадзоку, чтобы доказать свою преданность мадзоку. Йозак и Конрад были единственными, кто выжил в битве при Рутенберге в этой войне.
Сэйю: Масанори Такэда

### Второстепенные

#### Син-Макоку
Сесилия фон Шпицберг (яп. フォンシュピッツヴェーグ卿ツェツィーリエ фон Сюпиццувэ:гу кё: Цэци:риа) — предыдущая Мао, которую сменил Юри. Мать Гвендаля, Конрада и Вольфрама от трёх разных отцов. Выглядит легкомысленной и любвеобильной вплоть до нимфомании. Предпочитает, чтобы её называли «Шери». Любит выращивать цветы и вывела несколько новых видов: «Прекрасный Вольфрам», «Загадочный Гвендель», «Конрад, стоящий на земле», «Алый вздох Шери» и «Полный наивности Юри».
Сэйю: Масако Кацуки
Штоффель фон Шпицберг (яп. フォンシュピッツヴェーグ卿シュトッフェル фон Сюпиццувэ:гу кё: Сютоффэру) — старший брат Сесилии, был при ней реальным главой страны. Был изгнан со своего поста после избрания Юри. Штоффель был ответственен за войну между людьми и мадзоку 20 лет назад. Пытался восстановить своё влияние на Мао, похитив Юри. Это чуть не привело к очередной войне между его войсками и войсками его племянника. С помощью Йозака Юри удалось сбежать из плена и предотвратить войну. Был посажен Юри под домашний арест. Его желание понравиться Юри всегда выглядит фальшиво и неискренне.
Сэйю: Унсё Исидзука
Адельберт фон Гранц (яп. フォングランツ・アーダルベルト фон Гуранцу А:дарубэруто) — был женихом Сюзанны-Джулии фон Винкотт и после её гибели возненавидел мадзоку и Син-Макоку и ушёл на территорию людей. Считает, что мадзоку являются лишь марионетками в руках Истинного короля. После того, как Юри избрали королём, постоянно его преследовал и хотел убить. Узнав, что душа Юри — это душа Сюзанны-Джулии, стал защищать его. Ненавидел Конрада, который был в близких отношениях с Сюзанной-Джулией. Но затем начал помогать ему. Ровесник Гюнтера. Адельберт — имя древнегерманского происхождения, производное от adal — «благородный» и beraht — «светлый».
Сэйю: Масаки Тэрасома
Сюзанна-Джулия фон Винкотт (яп. フォンウィンコット卿スザナ・ジュリア фон Винкотто кё: Судзана-Дзюриа) — целительница; во время войны между мадзоку и людьми отдала все свои силы на исцеление раненых и умерла. Была обручена с Адельбертом фон Гранцем. Обучила Вольфрама лечебной магии. Её предок Эрхард фон Винкотт служил Истинному королю, и кровь его потомков является ключом к ларцу с побеждённым Властелином «Зеркальное дно океана». Душа Сюзанны-Джулии по приказу Истинного короля была перемещена в тело Юри. Была духовно близка с Конрадом, которому подарила особый кулон, оберегающий его от врагов. Затем Конрад передал этот кулон Юри.
Сэйю: Риса Миздуно
Аниссина фон Кабельников (яп. フォンカーベルニコフ卿アニシナ фон Кабэруникофу кё: Анисина) — подруга детства Гвендаля, живёт в его замке, постоянно изобретает магические устройства и проверяет их на Гвендале или Гюнтере к их сильному неудовольствию. Чаще всего её устройства никуда не годятся и только служат источником неприятностей. Научила Гвендаля вязать. Когда Гвендаль покидает замок, Аниссина берет управление замком под свой контроль. В перерывах между изобретательством пишет приключенческие книги и воображает себя их главной героиней. Аниссина принадлежит к 10 благородным семействам королевства. Она самостоятельна и независима — когда брат хотел выдать её замуж, она решилась на мнимое отравление себя и своего «возлюбленного», в качестве которого выбрала Гвендаля.
Сэйю: Минами Такаяма
Ульрике (яп. ウルリーケ Урури:кэ) — 800-летняя дева в образе юной девочки, главная жрица храма Истинного короля. С помощью Истинного короля перемещает Юри в Син-Макоку с Земли и обратно.
Гейген Хьюбер Бришелла (яп. グリーセラ卿ゲーゲンヒューバー Бури:сэра кё: Гэ:гэн Хю:ба:) — двоюродный брат Гвендаля. Его фанатизм и амбциозность привели к множеству смертей. Что заставило Гвендаля выслать своего кузена из королевства и послать его на поиски демонической флейты. 20 лет спустя Юри находит Хьюбера в стране людей. Узнав правду о прошлом Хьюбера, Юри добивается того, чтобы Гвендаль простил своего кузена.
Сэйю: Хироаки Хирата
Никола (яп. ニコラ Никора) — жена Хьюбера. Когда Юри нашёл их, была беременной, родила мальчика Эру, который обладает сильными магическими способностями.
Сэйю: Юки Масуда
Грета (яп. グレタ Гурэта) — десятилетняя дочь королевы Идзуры, погибшего королевства Зорассия. Вначале выдает себя за незаконнорожденную дочь Юри и стремится его убить, затем раскаивается. Узнав о несчастной судьбе девочки, Юри удочеряет её.
Сэйю: Мотоко Кумаи
Гизела фон Крист (яп. フォンクライスト卿ギーゼラ фон Курайсуто кё: Ги:дзэра) — удочеренная дочь Гюнтера. Была близкой подругой Сюзанны-Джулии, также как и она обладает даром целительства. Гизела — имя древнегерманского происхождения, производное от немецкого слова gisil — «залог» или «обет».
Сэйю: Хироко Тагути

#### Земли людей
Король Белал (яп. ベラール Бэра:ру) — король Великого Симарона. Амбициозный, властный и жестокий. Мечтал завоевать мир с помощью силы запретных ларцов. Из-за своего желания власти стал одержимым Властелином. Впоследствии был вынужден отречься от престола и королём страны стал Ланжил Второй.
Сэйю: Кадзухиро Наката
Королева Алазон (яп. アラゾン Арадзон) — королева Сэйсакоку из расы синдзоку, которые обладают сильной ходзюцу от рождения, поэтому простые люди боятся их. синдзоку не хотели участвовать в конфликтах между людьми. И 2 тысячи лет назад королевство Сэйсакоку было изолировано от всего остального мира, и его покой защищал священный меч. Когда меч был украден, королевство стало приходить в упадок, и королева со своей свитой отправилась на поиски меча. Алазон создала копию Джениуса, который стал лидером общества «Белые вороны». По приказу королевы они искали священный меч Сэйсакоку.
Сэйю: Суми Симамато
Джениус (яп. ジェネウス Дзенэусу) — копия Великого Мудреца, созданная королевой Алазон. Алазон внедрила в Джениуса воспоминания одной из реинкарнаций Великого Мудреца. Эти воспоминания 2 тысячи лет назад сохранил в хосеки настоящий Джениус. Алазон своей магией давала силы новому Джениусу. Он воссоздал тайное общество «Белые во́роны», которое было основано 2 тысячи лет назад на территории Симарона настоящим Джениусом, который всю свою жизнь искал способ уничтожения Властелина. С помощью общества «Белые во́роны» новый Джениус искал по всему свету священный меч страны Сэйсакоку, королевой которой была Алазон. Джениус пользовался доверием и поддержкой Ланжила, племянника короля Белала. После того, как король Белал отрекся от престола, с помощью общества «Белые во́роны» Джениус устранил всех конкурентов Ланжила на престол Великого Симарона (за исключением Конрада Веллера — потомка Лоуренса Веллера, первого правителя Симарона). После того, как Джениус нашёл священный меч и человека, который мог бы восстановить его силу, необходимость в Джениусе для королевы Алазон отпала и она перестала снабжать его своей силой, из-за чего он должен был исчезнуть. Сын королевы Алазон, Саралеги, в руки которого попал священный меч, влил в Джениуса новую силу, превратив его в существо невероятного могущества, сравнимое с Властелином. После того, как Юри уничтожил внешнюю оболочку Джениуса, Мурата сохранил его душу в себе.
Сэйю: Нодзому Сасаки
Саралеги (яп. サラレギー Сарарэги) — золотоглазый и золотоволосый, как и все синдзоку, юный (на год старше Юри) король Малого Симарона, сын королевы Алазон и короля Малого Симарона, Гилберта. Когда-то во время войны между людьми и мадзоку корабль Гилберта потерпел крушение у берегов королевства Сейсакоку. Королева Алазон выходила Гилберта, и они полюбили друг друга. У них родился мальчик, Саралеги. Когда королева отправилась на поиски священного меча, Гилберт отвез сына в Малый Симарон. Саралеги вырос и начал мечтать о славе, которая бы превосходила славу его отца. Став свидетелем невероятной силы Мао, он решил эксплуатировать эту силу в своих интересах. Используя наивность и доброе сердце Юри, он втерся к нему в доверие и сделал вид, что заинтересован в дружбе с Юри и союзе с Син-Макоку. На самом деле, обманным путём он направлял силу Юри против армии Великого Симарона. Когда впоследствии Юри простил его за предательство и помирил с матерью, искренне заинтересовался в Юри как в друге.
Сэйю: Акира Исида
Бериас (яп. ベリエス Бэриэсу) — дядя короля Саралеги и младший брат королевы Алазон. Телохранитель Саралеги.
Сэйю: Хироки Тоити

#### Земля
Боб (яп. ボブ Бобу) — Мао Земли. Потомок Кристеля Винкотта, который отправился на землю вместе с ларцом «Зеркальное дно океана» с заточенным Властелином. Влиятельный бизнесмен, владелец нескольких крупных компаний. Обладает мощной магической силой. Спас маленьких Юри и Сёри от хулиганов.
Сэйю: Такая Хаси
Сёри Сибуя (яп. 渋谷勝利 Сибуя Сё:ри) — старший брат Юри. Очень умный, независимый, мечтает стать мэром Токио. Является преемником Боба. Попав в Син-Макоку, с помощью Вольфрама обретает магическую силу, а Ульрике научила Сёри использовать мадзюцу. Может, так же как и Юри, использовать силы воды.
Сэйю: Кацуюки Кониси
Мико Сибуя (яп. 渋谷美子 Сибуя Мико) — мать Юри и Сёри. Знала с самого рождения Юри, что он станет Мао, но не говорила ему об этом. Прекрасно готовит, очень любит своих сыновей. Отлично владеет кендо — японским стилем фехтования. Легко восприняла те обстоятельства, что её будущий муж — мадзоку, старший сын — будущий Мао Земли, а младший — Мао Син-Макоку.
Сэйю: Юми Какадзу
Сёма Сибуя (яп. 渋谷勝馬 Сибуя Сёма) — отец Юри и Сёри. Является мадзоку с Земли.
Сэйю: Кодзи Цудзитани
Доктор Родригес (яп. ホセ・ロドリゲス) — мадзоку с Земли. Педиатр, живёт в Нью-Мексико (США). Встретил Конрада на Земле, когда он должен был переселить душу Сюзанны-Джулии в тело Юри. С помощью специальных устройств, разработанных NASA, помог Конраду изучить английский язык и узнать многое о Земле. Родригес перенёс доверенную ему душу в тело Мураты.
Сэйю: Кэйдзи Фудзивара

## Термины
- Ма́дзоку (яп. 魔族 букв. «раса демонов») — «раса демонов». Мадзоку внешне похожи на людей, но могут использовать магию и живут значительно дольше людей — их возраст примерно в 5 раз превышает возраст, на который они выглядят[1].
- Син-Макоку (яп. 眞魔国 Син Макоку, True Mazoku Land) — страна, основанная Истинным королём для проживания в ней мадзоку.
- Мао (яп. マ王 Maou, букв. «король демонов») — король страны Син-Макоку, выбирается Истинным королём.
- Ма́дзюцу (яп. 魔術, букв. «колдовство») — общее название магии мадзоку. Мадзюцу основана на силах стихии: воды, ветра, земли, огня, в зависимости от личности мадзоку. Каждый мадзоку должен заключить договор с одной из сил стихий, чтобы пользоваться магической силой. Мадзоку обычно могут использовать мадзюцу только на территории своей страны. За её пределами они не могут использовать магию, за исключением Юри. Те, кто был рожден в союзе мадзоку и человека обычно не могут использовать мадзюцу, за исключением Юри, его старшего брата Сёри и Эру — маленького сына Николы и Хьюбера.
- Ма́рёку — запас магической силы мадзоку. Если мадзоку исчерпает весь свой запас магической энергии он может лишиться сил[29] или даже умереть, как Сюзанна-Джулия[8].
- Хо́дзюцу — общее название магии, которую используют люди.
- Хо́рёку — аналог марёку, но для людей.
- Запретный ларец (яп. 禁じられた箱 Kinjirareta hako) — ящик, в котором заключена часть силы Властелина. После того, как Истинный король победил Властелина, он разделил его силу на 4 части демоническим мечом Моргифом, заключил её в 4 ларца, и опечатал. «Ключами» к каждому ларцу служили части тела союзников Истинного короля в битве с Властелином. Без «ключей» каждый ларец представляет собой пустой деревянный ящик, в котором даже можно хранить вещи. Но если ларец «открыть» «ключом», из него вырывается невероятная сила, которая может уничтожить весь мир, так же если ларец «открыть» не тем «ключом», то вырвется абсолютно неконролируемая сила.
- Хо́сэки — камни, которые позволяют использовать ходзюцу. Также хосеки позволяют нейтрализовать жизненные силы чистокровных мадзоку. В зданиях, где в стенах вделаны хосеки, мадзоку теряют силы.
- Моргиф (яп. モルギフ Моругифу) — демонический меч (макен), которым владеет Мао. Моргиф принадлежал Истинному королю, с помощью его силы Истинный король победил Властелина. Со временем потерял частично свою силу.
- Ма́сэки — камни, имеющие волшебную силу.
- Ма́тэки — демоническая флейта, позволяющая вызвать дождь.
- Макё — зеркало, в котором можно видеть прошлое и будущее. С помощью макё Юри переносится в прошлое и встречается с Сюзанной-Джулией[30]. Грета с помощью этого зеркала вспоминает лицо своей умершей матери[31].
- Соко́ку — представители высшей расы мадзоку, сами мадзоку воспринимают сококу, как отдельную расу. К ним относится Великий Мудрец, Юри и Сёри. Отличительная черта этой расы — черные волосы и черные глаза.
- Синдзо́ку — раса противоположная мадзоку, обладающие огромной силой, от рождения связаны с хорёку и могут использовать ходзюцу без хосэки. Проживают в стране Сэйсакоку, которая была отрезана от всего остального мира. Во главе Сэйсакоку стоит королева Алазон. Отличительная черта этой расы — золотые волосы и золотые глаза.

## Список серий аниме
Основная статья: Список серий аниме «Kyo Kara Maoh!»

## Музыка
Начальные темы
1. Hateshinaku Tooi Sora ni (果てしなく遠い空に) «В бесконёчно высоком небе» (1 и 2 сезоны), текст: Сакамото Таканори, музыка: Оота Такеиро, исполняет The Stand Up
2. Sekai yo Warae (世界よ笑え) (3 сезон)
3. Romantic Morning (ロマンチック・モーニング) (OVA), исполняет The Stand Up

Финальные темы
1. Suteki na Shiawase (ステキな幸せ) «Удивительное счастье» (1 сезон)
2. Arigatou~ (ありがとう～) «Спасибо» (2 сезон)
3. Hitsuyou no Poketto (秘密のポケット) (OVA), исполняет The Stand Up
4. Going (3 сезон)

## Лайт-новелы
Книги были выпущены издательством Kadokawa Beans Collection.

### Основная история
- Kyou Kara MA no Tsuku Jiyuugyou! (яп. 今日から㋮のつく自由業!) (ISBN 4-04-445201-6), издано в декабре 2000 года

Короткое название: «Kyou MA» 「今日マ」. Включает 1-3 серии аниме и 1-10 главы манги.
- Kondo wa MA no Tsuku Saishuu Heiki! (яп. 今度は㋮のつく最終兵器!) (ISBN 4-04-445202-4), издано в мае 2001 году

Короткое название: «Kondo MA» 「今度マ」. Включает 3-7 серии аниме и 11-22 главы манги (тома 2-4).
- Konya wa MA no Tsuku Daidassou! (яп. 今夜は㋮のつく大脱走!) (ISBN 4-04-445203-2), издано в декабре 2001 года

Короткое название: «Konya MA» 「今夜マ」. Включает 12-15 серии аниме.
- Ashita wa MA no Tsuku Kaze ga Fuku! (яп. 明日は㋮のつく風が吹く!) (ISBN 4-04-445204-0), издано в феврале 2002 года

Короткое название: «Ashita MA» 「明日マ」. Включает 21-24 серии аниме.

#### Калория
Начало истории такое же, как в 27-36 сериях аниме, но серьёзно различается в финале.
- Kitto MA no Tsuku Taiyou ga Noboru! (яп. きっと㋮のつく陽が昇る!) (ISBN 4-04-445206-7), издано в сентябре 2002 года

Короткое название: «Kitto MA» 「きっとマ」
- Itsuka MA no Tsuku Yuugureni! (яп. いつか㋮のつく夕暮れに!) (ISBN 4-04-445207-5), издано в декабре 2002 года

Короткое название: «Itsuka MA» 「いつかマ」
- Ten ni MA no Tsuku Yuki ga Mau! (яп. 天に㋮のつく雪が舞う!) (ISBN 4-04-445208-3), издано в мае 2003 года

Короткое название: «Ten MA» 「天マ」
- Chi ni wa MA no Tsuku Hoshi ga Furu! (яп. 地には㋮のつく星が降る!) (ISBN 4-04-445209-1), издано в июле 2003 года

Короткое название: «Chi MA» 「地マ」

#### Королевство Сейсакоку
- Mezase MA no Tsuku Umi no Hate! (яп. めざせ㋮のつく海の果て!) (ISBN 4-04-445211-3), издано в апреле 2004 года

Короткое название: «Meza MA» 「めざマ」
- Kore ga MA no Tsuku Daiippo! (яп. これが㋮のつく第一歩!) (ISBN 4-04-445213-X), издано в сентябре 2004 года

Короткое название: «Kore ga MA» 「これがマ」
- Yagate MA no Tsuku Uta ni Naru! (яп. やがて㋮のつく歌になる!) (ISBN 4-04-445214-8), издано в декабре 2004 года

Короткое название: «Yagate MA» 「やがてマ」
- Takara wa MA no Tsuku Tsuchi no Naka! (яп. 宝は㋮のつく土の中!) (ISBN 4-04-445215-6), издано в сентябре 2005 года

Короткое название: «Takara MA» 「宝マ」
- Hako wa MA no Tsuku Mizu no Soko! (яп. 箱は㋮のつく水の底!) (ISBN 4-04-445216-4), издано в мае 2006 года

Короткое название: «Hako MA» 「箱マ」
- Suna wa MA no Tsuku Michi no Saki! (яп. 砂は㋮のつく途の先!)(ISBN 978-4-04-445218-6), издано в декабре 2007 года

Короткое название: «Suna MA» 「砂マ」
- Kokyou he MA no Tsuku Kaji wo Tore! (яп. 故郷へ㋮のつく舵をとれ!)(ISBN 978-4-04-445220-9), издано в июне 2008 года

Короткое название: «Kuni MA» (написано как «Kokyou MA») 「故郷マ」, автор хотел, чтобы это произносилось коротко как «kuni MA» 「くにマ」.

#### Новая арка
- Mae wa MA no Tsuku Tetsugoushi! (яп. 前は㋮のつく鉄格子!) (ISBN 978-4-04-445221-6）, издано в январе 2009 года

Короткое название: «Mae MA» 「前マ」
- Ushiro wa MA no Tsuku Ishi no Kabe!! (яп. 後は㋮のつく石の壁!?) (ISBN 978-4-04-445222-3）, издано в январе 2010 года

### Дополнительные истории
- Kakka to MA no Tsuku TOSA Nikki!? (яп. 閣下と㋮のつくトサ日記!?) (ISBN 4-04-445205-9), издано в мае 2002 года

Короткое название: «Kakka MA» 「閣下マ. Дневник Гюнтера, включает три истории, одна из историй называется «Ja ja kuma narashi», которая стала 18 серией 「じゃじゃクマならし」в аниме.
- Ojousama to wa Kari no Sugata! (яп. お嬢様とは仮の姿!) (ISBN 4-04-445210-5), издано в сентябре 2003 года

Короткое название: «Ojousama» 「お嬢様」.
- Musuko wa MA no Tsuku Jiyuugyou!? (яп. 息子は㋮のつく自由業!?) (ISBN 4-04-445212-1), издано в апреле 2004 года

Короткое название: «Musuko MA» 「息子マ」. Три коротких истории о семье Юри. Одна из историй «Otouto» 「弟」 стала 42 серией в аниме.
- Kyo Kara MAou!? (яп. 今日から㋮王!?) (ISBN 4-04-445217-2 C0193), издано в декабре 2006 года

Короткое название: «Maou» 「マ王」. Вышло три версии этой книги. Стандартная версия включает 5 коротких историй. Коллекционное издание включает историю «Kumahachi Special» 「クマハチ・スペシャル」.
- Shin MA Koku Yori Ai wo Komete (яп. 眞㋮国より愛をこめて)(ISBN 978-4-04-445219-3), издано в июле 2008 года

7 коротких историй, в центре внимания которых Истинный король и Великий Мудрец.

## Манга
Kyou Kara MA no Tsuku Jiyuugyou!
Манга публиковалась в ежемесячном журнале ASUKA с начала июля 2005 года.
- Том 1 （декабрь 2005, ISBN 4-04-853912-8）
- Том 2 （июль 2006, ISBN 4-04-853974-6）
- Том 3 （апрель 2007, ISBN 4-04-854087-2）
- Том 4 （декабрь 2007, ISBN 4-04-854141-1）
- Том 5 （апрель 2008, ISBN 4-04-854166-4）
- Том 6 （сентябрь 2008, ISBN 4-04-854241-8）
- Том 7 （март 2009, ISBN 4-04-854303-3）
- Том 8 (сентябрь 2009, ISBN 4-04-854376-8)